# Куп три нације 2011.
Куп три нације 2011. (службени назив: 2011 Tri Nations Series) је било 16. издање овог најквалитетнијег репрезентативног рагби такмичења Јужне хемисфере и уједно последње издање Купа три нације, пошто се следеће године такмичење проширило на 4 националне селекције са Аргентином као новим учесником.
Турнир је освојила Аустралија која је изгубила само један меч.

## Учесници
Напомена:
|   | Селекција                          | Стадион                             | Селектор          | Капитен             |
| - | ---------------------------------- | ----------------------------------- | ----------------- | ------------------- |
| 1 | Рагби репрезентација ЈАР           | Сокер сити, Јоханезбург (94 700)    | Петер де Вилијерс | Џон Смит (рагбиста) |
| 2 | Рагби репрезентација Новог Зеланда | Еден Парк, Окланд (50 000)          | Сер Грејам Хенри  | Ричи Мако           |
| 3 | Рагби репрезентација Аустралије    | Стадион Аустралија, Сиднеј (84 000) | Роб Динс          | Роки Елсом          |

## Такмичење

### Прво коло
Аустралија - Јужна Африка 39-20
Нови Зеланд - Јужна Африка 40-7
Нови Зеланд - Аустралија 30-14
Јужна Африка - Аустралија 9-14
Јужна Африка - Нови Зеланд 18-5
Аустралија - Нови Зеланд 25-20

## Табела
|   | Селекција   | ИГ | Д | Н | И | ПД | ПП | ПР  | БП | Б  |  |
| - | ----------- | -- | - | - | - | -- | -- | --- | -- | -- |  |
| 1 | Валабиси    | 4  | 3 | 0 | 1 | 92 | 79 | +13 | 1  | 13 |  |
| 2 | Ол блекси   | 4  | 2 | 0 | 2 | 95 | 64 | +31 | 2  | 10 |  |
| 3 | Спрингбокси | 4  | 1 | 0 | 3 | 54 | 98 | -44 | 1  | 5  |  |

| Победник Купа три нације 2011.            |
| ----------------------------------------- |
| Рагби репрезентација Аустралије 3. титула |

## Индивидуална стастика
Највише поена
- Ден Картер 35, Нови Зеланд
- Џејмс О'Конор 28, Аустралија
- Морн Стејн 26, Јужна Африка
- Квејд Купер 14, Аустралија
- Ма'а Нону 10, Нови Зеланд

Највише есеја
- Џон Смит (рагбиста) 2, Јужна Африка
- Кори Џејн 2, Нови Зеланд
- Зек Гилфорд 2, Нови Зеланд
- Дигби Јоани 2, Аустралија
- Ма'а Нону 2, Нови Зеланд